# Declaración de guerra de Alemania contra la Unión Soviética

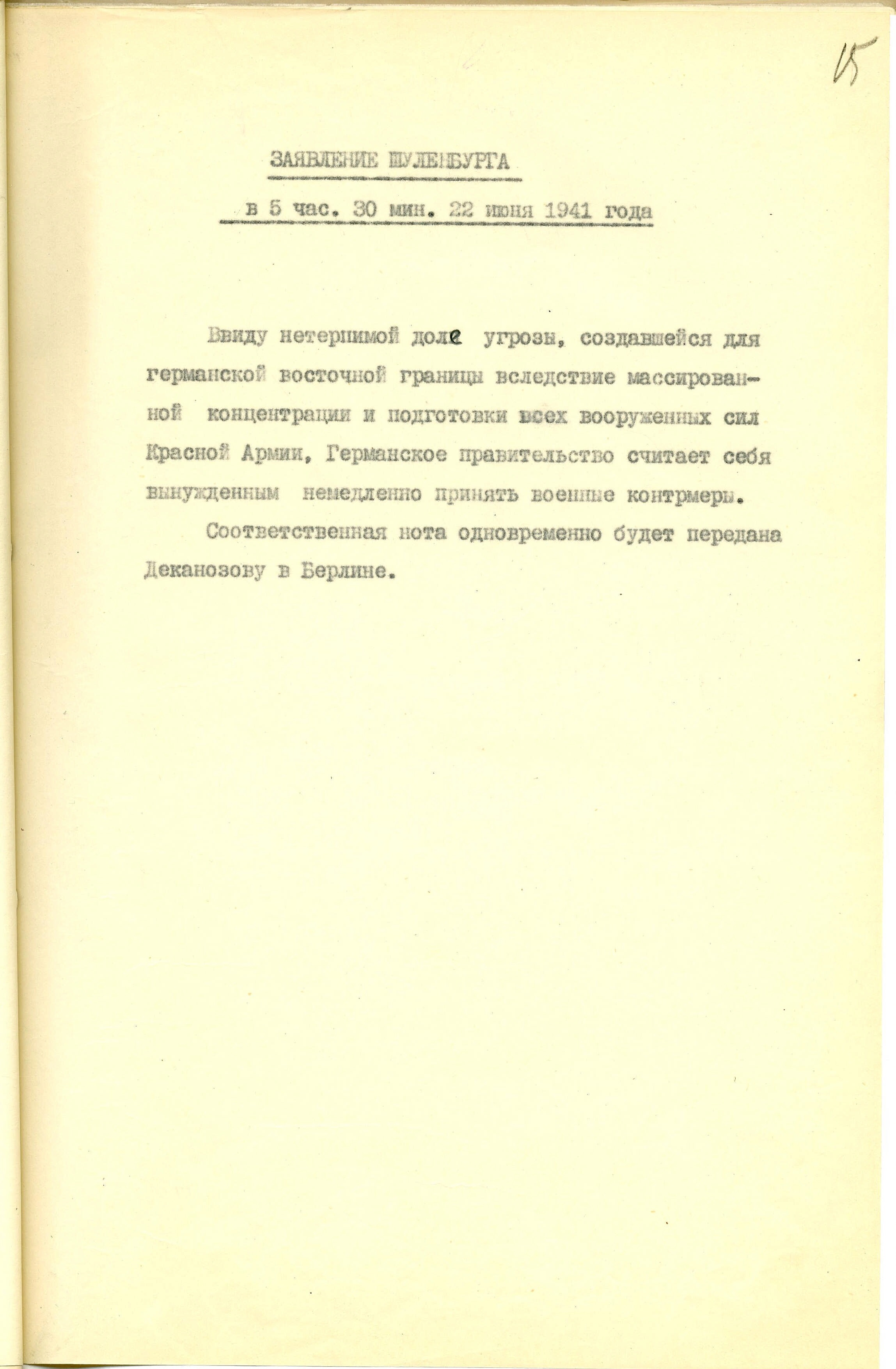
Una traducción rusa de la declaración de Schulenburg fechada a las 5:30 am del 22 de junio de 1941. El texto reza: "En vista de la intolerable amenaza que surgió en la frontera oriental de Alemania como resultado de la acumulación masiva y preparación de todas las fuerzas armadas del Ejército Rojo, el gobierno alemán se considera obligado a tomar inmediatamente contramedidas militares. La nota correspondiente se presentará a Dekanózov en Berlín al mismo tiempo".

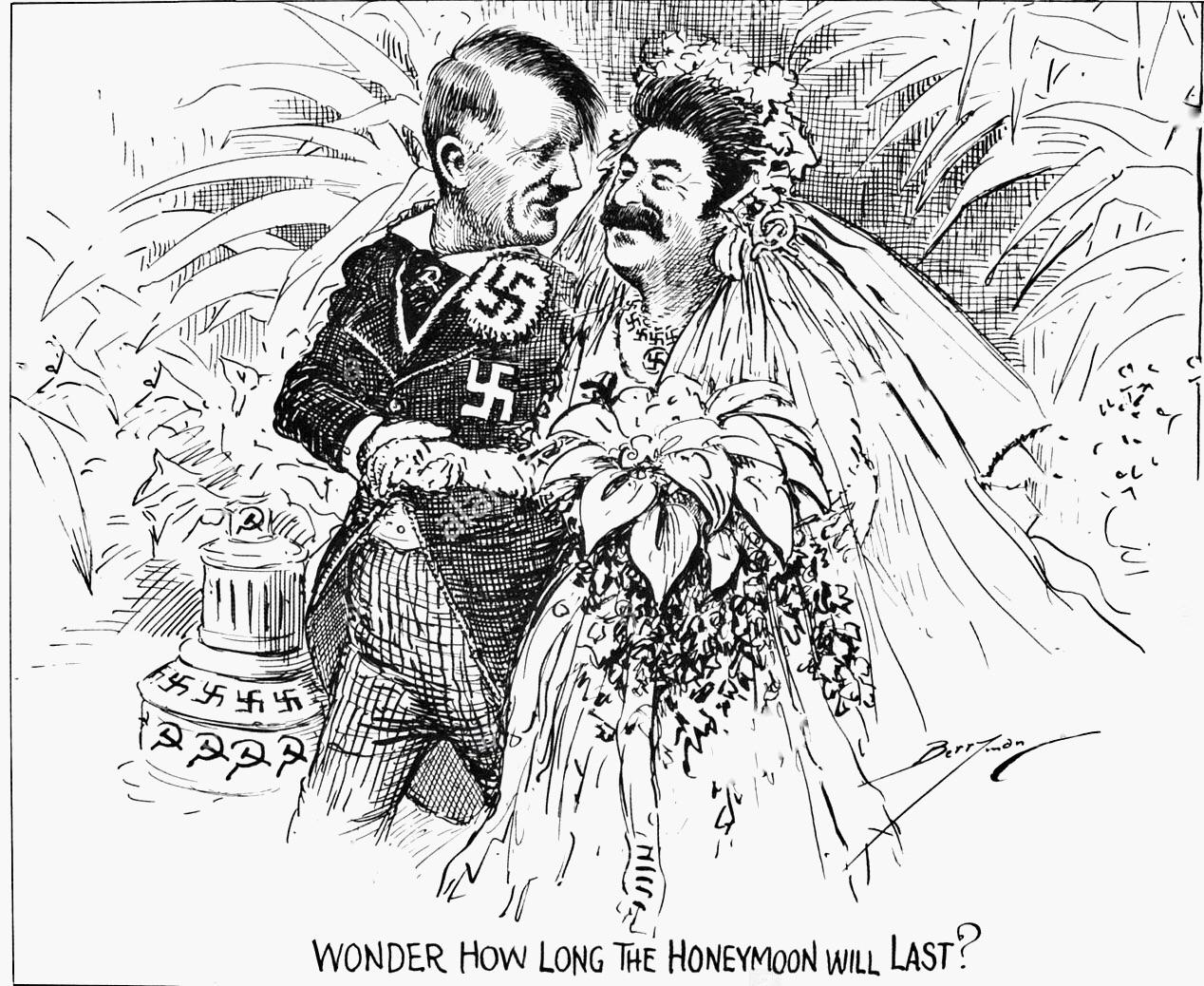
Hitler y Stalin. ¿Cuánto durará la luna de miel? Clifford K. Berryman, The Washington Star, 9 de octubre de 1939

La declaración de guerra de Alemania a la Unión Soviética, oficialmente Nota del Ministerio de Relaciones Exteriores de Alemania al gobierno Soviético del 21 de junio de 1941 (en alemán: Note des Auswärtigen Amtes an die Sowjetregierung vom 21. Juni 1941), es una nota diplomática presentada por el ministro de Asuntos Exteriores alemán Joachim von Ribbentrop al embajador soviético Vladímir Dekanózov en Berlín el 22 de junio de 1941 a las 4 a. m. hora local (5 a. m. MSK ), informándolo sobre la invasión alemana de la Unión Soviética y el casus belli precedente; suceso enmarcado dentro de la  bajo el contexto de la Segunda Guerra Mundial. Más tarde en la mañana de ese día, el embajador alemán en la Unión Soviética, Friedrich-Werner Graf von der Schulenburg, presentó la nota al Comisario del Pueblo de Asuntos Exteriores, Viacheslav Mólotov en Moscú.
Las autoridades soviéticas ocultaron durante mucho tiempo la existencia de la declaración de guerra alemana a la Unión Soviética, porque menciona el protocolo secreto del Pacto Mólotov-Ribbentrop que se reveló solo en 1989.
La declaración se conserva actualmente en el Archivo de Política Exterior de la Federación de Rusia.

## Contexto
El 14 de junio de 1941, la agencia de telégrafos soviética TASS declaró que "como se desprende de su política pacífica, la URSS ha observado y tiene la intención de cumplir con los términos del pacto de no agresión soviético-alemán, razón por la cual los rumores de que la URSS se prepara para la guerra con Alemania son falsas y provocativas". El 22 de junio de 1941, en anuncios públicos por radio al pueblo soviético, Viacheslav Mólotov y Yuri Levitán dijeron que la invasión ocurrió "sin presentar ningún reclamo a la Unión Soviética, sin declarar la guerra". En el discurso público, Mólotov dijo que Schulenburg le notificó de la invasión sólo a las 5:30 am, después de que había comenzado, y la calificó de "perfidia sin precedentes en la historia de las naciones civilizadas". Tanto durante como después de la Segunda Guerra Mundial, la Unión Soviética mantuvo oficialmente durante mucho tiempo que la invasión alemana no fue declarada y fue "pérfida". Sin embargo, el general soviético Gueorgui Zhúkov en sus memorias de 1969 citó a Mólotov diciendo "el gobierno alemán nos ha declarado la guerra" en una reunión de gabinete. El grado de conocimiento soviético de los planes alemanes y la preparación para la guerra se convirtió más tarde en un tema intensamente estudiado.

## Declaración de guerra
La declaración alemana comienza presentando múltiples casus belli. Afirma, entre otras cosas, que la Internacional Comunista se embarcó en la subversión, el sabotaje y el espionaje antialemanes, en contravención del Tratado de Amistad y Límites germano-soviéticos que Alemania había cumplido. Afirma también que la Unión Soviética comenzó a conspirar junto al Reino Unido contra Alemania y que hubo una concentración ofensiva de tropas soviéticas desde el Báltico hasta el Mar Negro. Como tal, se afirmó que Hitler ordenó al ejército alemán que resista esta amenaza con todos los medios a su disposición. Según el diplomático israelí Yohanan Cohen, la declaración "incluía la mezcla habitual de mentiras, distorsiones de los hechos y acusaciones por los que se habían hecho notar otras declaraciones alemanas".

## Reacciones
Al describir la reacción del embajador Dekanózov ante la declaración de guerra, el intérprete alemán Erich Sommer recordó que Dekanózov escuchó con calma y dijo "lo lamento profundamente". Luego dijo: "Lamento profundamente que nuestros líderes, Hitler y Stalin, no se hayan reunido en persona. Entonces toda la historia de la humanidad habría tomado un curso diferente".
El Comisario del Pueblo de Asuntos Exteriores, Mólotov, también permaneció en silencio mientras escuchaba la lectura de la declaración de Schulenburg y luego dijo: "Esto es guerra. ¿Tú crees que nos merecemos eso?"  Schulenburg fue un defensor de la línea bismarckiana de evitar el enfrentamiento armado con Rusia y, según se informa, leyó la declaración con lágrimas. Schulenburg  dijo luego de leer la declaración que no aprobaba la decisión de su gobierno (Schulenburg mismo luego participaría en el complot fallido del 20 de julio contra Hitler). Mólotov registró la nota alemana en su diario, indicando como hora las 5:30 a. m.

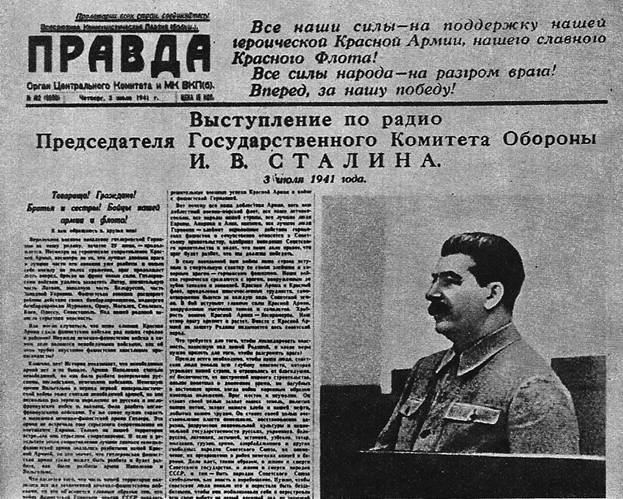
Discurso de Stalin publicado en el Pravda el 3 de julio de 1941.

La reacción del líder soviético Iósif Stalin se describe particularmente en las memorias de Gueorgui Zhúkov. Según Zhúkov, cuando Mólotov informó que Alemania había declarado la guerra, Stalin "se hundió en su silla, perdido en sus pensamientos". Después de una pausa prolongada, Stalin, a las 7:15 am del 22 de junio, finalmente permitió la emisión de la Directiva No. 2 del Comisario del Pueblo de Defensa que ordenaba repeler el ataque de las tropas enemigas. Sin embargo, según el almirante Nikolái Kuznetsov, las tropas soviéticas ya estaban listas para el combate desde el día anterior, 21 de junio, alrededor de las 17:00.
El 3 de julio, el presidente del Comité Estatal de Defensa (en), establecido el 30 de junio, y Presidente del Consejo de Comisarios del Pueblo de la URSS, Iósif Stalin, por primera vez desde el inicio de la Gran Guerra Patria, se dirigió a la población en una emisión de radio pregrabada cuyo texto fue publicado en el Pravda. En el discurso, que empezaba con la palabras «¡Camaradas! ¡Ciudadanos! ¡Hermanos y hermanas! ¡Soldados de nuestro ejército y marina! ¡Me dirijo a ustedes, mis amigos!», se negaba que la firma del Pacto Mólotov-Ribbentrop hubiera sido un error ya que retrasó el inicio de la guerra en un año y medio.